# Laurentius Malm
Laurentius Malm, född 1 januari 1668, död 5 juni 1749 i Södra Vi församling, Kalmar län, var en svensk präst.

## Biografi
Laurentius Malm föddes 1668 i Vekelax (Fredrikshamn) i Finland. Han var son till rådmannen Petrus Malm och Katarina Jakobsdotter. Malm blev 1690 student vid Dorpats universitet och prästvigdes 1695. Han blev 1695 kyrkoherde i Wormsö, Estland och flydde 1710 till Sverige på grund av ryssar. Malm blev 1714 kyrkoherde i Klockrike församling och 1724 kyrkoherde i Södra Vi församling. Han avled 1749.

### Familj
Malm gifte sig första gången 14 september 1697 med Anna Hedvig Borring (död 1716), dotter till kyrkoherden i Wormsö. De fick tillsammans barnen Laurentius Malm i Röks socken, Katarina Hedvig Malm som var gift med kyrkoherden Isak Hasselblatt i Röks församling, Maria Kristina Malm (död 1721) som var gift med kommissarien Johan Gustaff i Klockrike socken och Anna Elisabet Malm (död 1722).
Malm gifte sig andra gången 22 maj 1722 med Christina Reuserus (1679–1723), dotter till kyrkoherden Zacharias Reuserus i Vreta klosters församling. Christina Reuserus var änka efter kyrkoherde i Östra Tollstads församling.
Malm gifte sig tredje gången 1725 med Anna Askebom (1684–1728), dotter till kyrkoherden Haraldus Askebom i Östra Husby församling. Anna Askebom var änka efter kyrkoherden Magnus Livin i Södra Vi församling. Malm och Askebom fick tillsammans dottern Sofia Malm som var gift med adjunkten Olof Grape i Södra Vi församling och kyrkoherden O. Grentzelius i Västervik.
Malm gifte sig fjärde gången 4 april 1730 med Ulrika Figrell (död 1764). De fick tillsammans sonen Johan Malm (1731–1731).